# بول كريستيان هولست
بول كريستيان هولست هو قانوني ومحامي وسياسي نرويجي، ولد في 21 يناير 1776 في رويكن في النرويج، وتوفي في 7 أغسطس 1863 في كريستيانية ‏ في النرويج.

## مناصب
- انتخب  (1813 – 1815).
- انتخب حاكم مقاطعة أوسلو وآكرشوس  [لغات أخرى]‏ (1813 – 1815).
- انتخب  (1814 – 1822).
- انتخب  (سبتمبر 1843 – سبتمبر 1844).
- انتخب  (سبتمبر 1839 – أكتوبر 1840).
- انتخب  (يونيو 1836 – يونيو 1837).
- انتخب  (أغسطس 1832 – أغسطس 1833).
- انتخب  (سبتمبر 1826 – سبتمبر 1827).
- انتخب  (أبريل 1823 – أغسطس 1824).
- انتخب Minister of Auditing [الإنجليزية]‏ (أكتوبر 1852 – 12 أبريل 1853).
- انتخب  (أغسطس 1824 – 16 سبتمبر 1825).
- انتخب Minister of Education and Church Affairs ‏ (سبتمبر 1844 – 19 أبريل 1848).
- انتخب Minister of Education and Church Affairs ‏ (10 أكتوبر 1840 – سبتمبر 1843).
- انتخب Minister of Education and Church Affairs ‏ (يونيو 1837 – سبتمبر 1839).
- انتخب Minister of Education and Church Affairs ‏ (28 يونيو 1825 – 16 سبتمبر 1825).
- انتخب Minister of Education and Church Affairs ‏ (يوليو 1822 – أبريل 1823).
- انتخب Minister of Justice and Public Security [الإنجليزية]‏ (أغسطس 1837 – 21 يناير 1838).
- انتخب Minister of Justice and Public Security [الإنجليزية]‏ (أغسطس 1833 – مايو 1836).
- انتخب Minister of Justice and Public Security [الإنجليزية]‏ (سبتمبر 1827 – أغسطس 1832).
- انتخب Minister of Justice and Public Security [الإنجليزية]‏ (16 سبتمبر 1825 – سبتمبر 1826).
- انتخب Minister of Finance of Norway ‏ (أغسطس 1814 – أكتوبر 1814).
- انتخب Norwegian prime minister in Stockholm  [لغات أخرى]‏ (1827 – 1827).
- انتخب عضو برلمان النرويج  [لغات أخرى]‏ عن دائرة Akershus amt ‏ خلال فترته النيابية ‏ (8 أكتوبر 1814 – 26 نوفمبر 1814).